# عايدة الشيشاني
عايدة الشيشاني (1954 - 2 سبتمبر 2018) كانت لاعبة دولية في الأتحاد الأردني لرياصات المعاقين، وناشطة اجتماعية حاصلة على الميدالية البرونزية في الألعاب البارالمبية في ستوك ماندفيل بريطانيا 1984.
لها العديد من الأعمال البارزة في مجال خدمة المعاقين ، حاصلة على الدكتوراة الفخرية من الجامعة الكندية، تم منحها وسام الأستقلال من الدرجة الثانية من قبل العاهل الأردني الملك عبدالله الثاني بن الحسين؛ لما تقدمه من خدمات جليلة للمعاقين.

## السيرة الذاتية
تعرضت الشيشاني لحادث سيارة في عام 1971م خلف لديها إعاقة حركية بسبب إصابتها في النخاع الشوكي، ما اضطرها لاستخدام الكرسي المتحرك، حصلت في الامتحان التوجيهي على مجموع 87.8% وتم قبولها في الجامعة تخصص ادب انجليزي، ولكنها لم تبدأ دراستها لعدم وجود ممرات بالكلية لخدمة المعاقين، اتجهت بعدها لدراسة إدارة أعمال فرع شريعة- الجامعة الأردنية،عملت بعد التخرج في وزارة العمل ، واتجهت للرياضة لتصبح بطلة بارالمبية في الاتحاد الأردني. شاركت في العديد من البطولات المحلية والدولية، وبعد اعتزالها اللعب واصلت نشاطها في دعم الرياضين من ذوي الاحتياجات الخاصة، أصبحت ناشطة في هذا المجال حتي وافتها المنية.

## الأعمال البارزة[2]
- أسست لجنة نسائية في المجلس الاعلي للمعاقين لتوعية المرأة المعاقة وتمكينها أقتصادياً واجتماعيًا.
- عضو لجنة المرأة في المجلس الأعلي لشؤون المعاقين.
- حكمًا دوليًا في لعبة تنس الطاولة.
- نائب رئيس جمعية "أنا انسان"
- نائب رئيس النادي الوطني للمعاقين حركيًا في مدينة الزرقاء.
- عضو جمعية مصابي النخاع الشوكي النسائية
- عضو إدارة الجمعية الخيرية الشيشانية للنساء
- مدربة معتمدة في مؤسسة "جايكا" اليابانية

## التكريمات.[2][4][5][6]
- وسام الاستقلال من الدرجة الثانية للعطاء المميز في خدمة ودمج الأشخاص المعاقين في المجتمع المحلي والمدارس2014م
- الدكتوراة الفخرية من الجامعة الكندية، كندا
- المركز الثالث والميدالية البرونزية في سباق الكراسي المتحركة 200م، دورة الألعاب البارالمبية - بريطانيا 1984م[7]
- تكريم من وزارة العمل الأردنية لما قدمته من خدمات للمجتمع الأردني.

## وفاتها
توفيت يوم الأحد 2 سبتمبر 2018 عن عمر ناهز (64) عامًا.

## روابط خارجية
- لقاء متلفز مع عايدة الشيشاني في التلفزيون الأردتي.